# Francesca Dini
Pour les articles homonymes, voir Dini.
Francesca Dini (née à Montecatini Terme en Toscane) est une historienne de l'art italienne et directrice d'expositions d'art.

## Biographie
Francesca Dini  vit à Florence, où elle a obtenu un diplôme en histoire de l'art avec une thèse sur Federico Zandomeneghi ; elle est une spécialiste du mouvement des Macchiaioli.

## Principales contributions
- En 1989,  publication du volume Federico Zandomeneghi la vie et l'œuvre (Torchio, Florence) avec lequel elle a obtenu la mention spéciale du XIIe prix littéraire Castiglioncello.
- En 1986, 1987, 1988, collaboration à des expositions à Montecatini Terme.
- En 1990 supervise l'exposition parrainée par la ville de Rosignano Marittimo  intitulée  Les tachistes et l'école de Castiglioncello".
- En 1992, organisation avec Dario Durbè et Piero Dini de l'exposition Les tachistes et l'Amérique  au Palazzo Ducale à Gênes. Elle est coauteur de la monographie consacrée au peintre et sculpteur Giovanni Battista Garberini (Dolomia, Trento 1989).
- En 1990, contribution au volume Angelo Torchi (Dolomia, Trento).
- Au cours des dernières années, elle a poursuivi la mise en œuvre des expositions consacrées au style artistique et contribue aux catalogues du XIXe siècle dont Romantisme et Révolution au XIXe siècle, la peinture italienne (Centre, Florence 1992) et Toulouse Lautrec, un artiste moderne (Artifice, Florence, 1992).
- En 1996, le Musée de la Villa Mimbelli de Livourne lui confie avec Ettore Spalletti l'organisation de l'exposition Le travail critique de Diego Martelli aux tachistes impressionnistes. Elle  est coauteur avec son père des volumes sur Diego Martelli Histoire d'un homme et d'un âge (Allemandi, Turin 1996) et de l'épistolaire de Giovanni Fattori  , publié par (Torchio, Florence, 1997).
- En 1997 elle est membre du comité scientifique des organisateurs de la rétrospective au Palais Pitti sur Telemaco Signorini.
- En 1998, publication de la section consacrée à Federico Zandomeneghi, l'étude L'Air de Paris, dans la peinture italienne du siècle (Livourne).
- En 2000, publication du premier cahier de travail pour le Centre des Arts Diego Martelli de Castiglioncello (Art et histoire à Castiglioncello depuis les tachistes du XXe siècle).
- En 2001, collaboration avec Carlo Sisi de la première rétrospective de Giuseppe Abbati.
- En 2006, elle dirige à Castiglioncello,( province di Livorno) l'exposition sur Boldini, Helleu, Sem, sortie à cette date du livre " Protagonisti e miti della Belle Epoque",    catalogue d'expo., remarquable ouvrage associant les trois artistes. Editions SKIRA.
- En 2007, exposition au Palazzo Bricherasio de Turin : Les Tachistes, sentiment du vrai.

Actuellement elle  contribue aux magazines Caffé Michelangiolo (Polistampa, Florence) et Nouvelles Anthologies (Le Monnier, Florence).

## Sources
- Traduction partielle issue du site Comune Rosignano.